# Église Saint-Jean-Baptiste de San Juan
L'église Saint-Jean-Baptiste est une église catholique romaine située à San Juan, dans l'archipel de Chiloé au Chili.

## Dédicace
L'église est dédiée à Jean le Baptiste. En espagnol, elle s'intitule iglesia San Juan Bautista.

## Caractéristiques
L'église est construite à San Juan,.
L'édifice est une construction en bois.

## Historique
L'église est classée comme monument national en 1999. Elle est répertoriée sur la liste des édifices en danger du Fonds mondial pour les monuments en 1996.
En 2000, avec 15 autres églises de l'archipel, l'église est inscrite au Patrimoine mondial par l'UNESCO.